# Pavel Koncoš
Pavel Koncoš (* 28. září 1947, Tisovec) je slovenský zemědělec a politik.
Po absolvování Vysoké školy zemědělské v Nitře pracoval v různých funkcích v zemědělství. V roce 1994 a v letech 1998 až 2002 byl ministrem zemědělství SR. V letech 2000 až 2002 byl předsedou Strany demokratickej ľavice (SDĽ). V parlamentních volbách v roce 1998 byl zvolen poslancem NR SR za SDĽ. Poslanecký mandát nevykonával, protože byl jmenován ministrem, kterým byl do roku 2001.